# Úměra
Úměra je v matematice zápis rovnosti dvou poměrů (např. 24:8=12:4 – úměra geometrická) či součtů nebo rozdílů. (např. 12+5=9+8 – úměra aritmetická).
Každá úměra má čtyři členy; druhý a třetí nazýváme vnitřní členy, první a čtvrtý pak vnější.
V aritmetické úměře mají vnější členy stejný aritmetický průměr jako vnitřní členy, např. u úměry {\displaystyle 5-3=9-7}
je aritmetický průměr 5 a 7 roven 6, stejně jako aritmetický průměr 3 a 9.
Podobně v geometrické úměře mají vnitřní členy stejný geometrický průměr, např. 6 v případě úměry {\displaystyle 36:12=3:1}.